# Pedro Alfonso Burgos
Pedro Alfonso Burgos (Països Baixos vers 1500 - Abadia de Montserrat, 1572) fou un dels més il·lustres ermitans del monestir de Montserrat.
Era doctor en teologia per la Universitat de Lovaina, entrà al servei de Carles V, i el portà a Espanya el comte de Bejar, i passant pel santuari de Montserrat va resoldre quedar-se al monestir i vestir els hàbits de Sant Benet el 1536. Després passà a la vida eremítica, en la qual perseverà vint-i-set anys, donant exemple de virtut i ciència, ocupant les estones que li restaven lliures en la composició de diverses obres, entre les quals cal citar:
- Tratado de la inmortalidad del alma;
- del Santisimo Sacramento;
- de la Vida Solitaria;
- loores de la Reina del Cielo;
- Preparación de la Muerte;
- De los beneficiós de Dios;
- Del Santisimo Sacramento del Altar;
- De las religiones;
- De las tres virtudes teologales.